# Тамара Тваліашвілі
Тамара Миколаївна Тваліашвілі (4 квітня 1906—1985) — радянська грузинська актриса. Заслужена артистка Грузинської РСР (1942). Народна артистка Грузинської РСР (1976).

## Біографія
Народилася 4 квітня 1906 року.
У 18 років (1924 рік) закінчила драматичний факультет при Тбіліській консерваторії. Навчалася у педагогів Костянтина Марджанішвілі, Акакія Пагави. В 1926 році закінчила Грузинську драматичну студію В. Мчедлішвілі при Московському художньому театрі.
Два роки (1926—1927) працювала актрисою в Тбіліському Червоному театрі та театрі Батумі.
У 1928 році стала однією з засновниць Грузинського Тюгу, в якому пропрацювала до 1959 року.
У 1942 році отримала звання Заслуженої артистки Грузинської РСР.
Померла у 1985 році.

## Ролі в театрі
- Фріц («Фріц Бауер» Can і Селиховой),
- Школяр («Матрос і школяр» за Андерсеном),
- Герда («Снігова королева» Шварца),
- Джульєтта («Ромео і Джульєтта» Шекспіра),
- Поліна («Прибуткове місце»);
- Марія Іванівна («Капітанська дочка» за Олександром Пушкіним);
- Зураб («Сурамська фортеці» за Д. Чонкадзе),
- Гоча (за Дадіані)

та інші.

## Фільмографія
- 1969 — Світло в наших вікнах —  мати Олександра
- 1969 — Ну і молодь
- 1974 — Джерело —  Маріам (головна роль)
- 1974 — Вони будуть щасливі — епізод
- 1975 — Мандрівні лицарі
- 1975 — Не вір, що мене більше немає —  мати, яка отримала лист
- 1976 — Як ранковий туман
- 1977 — Учень ескулапа
- 1977 — Сінема —  бабуся сосики
- 1977 — Міміно —  старенька з коровою
- 1978 — Кілька інтерв'ю з особистих питань — епізод
- 1979 — Шлюб по-імретиньскі
- 1981 — Млин на околиці міста —  Ніно Анамурадзе
- 1983 — День довше ночі —  перехожа
- 1983 — Незвичайний рейс —  пасажирка